# Maison du Pigeon Blanc
La Maison du Pigeon Blanc est un monument situé au Mont-Saint-Michel, en France.

## Localisation
Le monument est situé dans le département français de la Manche, sur la commune du Mont-Saint-Michel.

## Architecture
La maison est classée au titre des monuments historiques depuis le 6 septembre 1928.